# Djeballah Khemissi
Djeballah Khemissi (în arabă جبالة الخميسى) este o comună din provincia Guelma, Algeria.
Populația comunei este de 4.487 de locuitori (2008).